# 1994 في المملكة المتحدة
فيما يلي قوائم الأحداث التي وقعت خلال عام 1994 في المملكة المتحدة.

## أحداث
- 21 ديسمبر – رحلة طيران الجزائر 702 بي

## سياسة

### تعيين في المنصب
- 21 يوليو – توني بلير زعيم حزب العمال.
- 20 أكتوبر – جاك سترو وزير ظل الدولة للداخلية [الإنجليزية]‏.
- 20 أكتوبر – روبن كوك وزير ظل الدولة للخارجية [الإنجليزية]‏.

### انتهاء فترة المنصب
- 12 مايو – جون سميث زعيم معارضة، زعيم حزب العمال.
- 20 أكتوبر – جاك سترو وزير دولة - ظل -  لشؤون البيئة والغذاء والقروية [الإنجليزية]‏.
- 20 أكتوبر – روبن كوك وزير ظل الدولة لشؤون الأعمال والابتكار والمهارات [الإنجليزية]‏.

## رياضة
- 1 يناير – بطولة ويمبلدون 1994

## ظهور
- 1 يناير – أتيتيود
- 1 يناير – ميوز

## أفلام
من الأفلام التي صدرت هذه السنة في المملكة المتحدة:
- 1 يناير – جنون الملك جورج من إخراج Nicholas Hytner [الإنجليزية]‏.
- 20 يناير – أربع زيجات وجنازة من إخراج مايك نيويل.
- 23 فبراير – أمير جوتلاند من إخراج غابرييل أكسل.
- 5 نوفمبر – بقايا اليوم من إخراج جيمس أيفوري.
- 12 ديسمبر – باسم الأب من إخراج جيم شيريدان.

## برامج ومسلسلات وأنمي
- بينغو

## كتب
من الكتب التي صدرت هذه السنة في المملكة المتحدة:
- 1 يناير – قبضة الرب من تأليف فريدريك فورسيث.

## مواليد

### يناير
- 4 يناير – ليام برودي لاعب كرة مضرب بريطاني.
- 13 يناير – توم لورنس لاعب كرة قدم بريطاني.
- 15 يناير – إيريك داير لاعب كرة قدم إنجليزي.
- 27 يناير – جاك ستيفنز لاعب كرة قدم إنجليزي.
- 29 يناير – إليس هاريسون لاعب كرة قدم ويلزي.

### فبراير
- 1 فبراير – ريان لويد لاعب كرة قدم إنجليزي.
- 1 فبراير – هاري ستايلز
- 24 فبراير – ريان فريزر لاعب كرة قدم إنجليزي.
- 28 فبراير – جيك بغ

### مارس
- 6 مارس – ناثان ريدموند لاعب كرة قدم إنجليزي.
- 7 مارس – جوردان بيكفورد لاعب كرة قدم إنجليزي.
- 11 مارس – أندرو روبرتسون لاعب كرة قدم اسكتلندي.
- 12 مارس – كاتي أرشيبالد درّاجة طريق من المملكة المتحدة.
- 23 مارس – نيك باول لاعب كرة قدم بريطاني.

### أبريل
- 1 أبريل – إيلا مكماهون
- 2 أبريل – تايلر بلاكيت لاعب كرة قدم إنجليزي.
- 11 أبريل – داكوتا بلو ريتشاردز ممثلة بريطانية.
- 21 أبريل – آدم مورغان لاعب كرة قدم إنجليزي.

### مايو
- 12 مايو – بيلي كينغ لاعب كرة قدم اسكتلندي.
- 27 مايو – تيياس برونينغ لاعب كرة قدم بريطاني.
- 28 مايو – جون ستونز لاعب كرة قدم إنجليزي.

### يوليو
- 4 يوليو – دايفيد مورغان لاعب كرة قدم من المملكة المتحدة.
- 14 يوليو – جون ماكفي متسابق دراجات نارية من المملكة المتحدة.
- 15 يوليو – إلفيسي دوشا

### أغسطس
- 17 أغسطس – إليوت جونسون لاعب كرة قدم من المملكة المتحدة.

### سبتمبر
- 2 سبتمبر – لويس كينسيلا لاعب كرة قدم بريطاني.
- 7 سبتمبر – إلينور باركر درّاجة طريق من المملكة المتحدة.
- 8 سبتمبر – أشلي ميلر لاعب كرة قدم إنجليزي.
- 20 سبتمبر – واليس دي
- 30 سبتمبر – ريان ماكلولين لاعب كرة قدم أيرلندي شمالي.

### أكتوبر
- 3 أكتوبر – أنتوني جيفري لاعب كرة قدم إنجليزي.
- 6 أكتوبر – ماثيو بينينجتون لاعب كرة قدم إنجليزي.
- 13 أكتوبر – كالوم باترسون لاعب كرة قدم بريطاني.
- 16 أكتوبر – أميليا ليلي
- 26 أكتوبر – ماثيو هدسون سميث عداء سرعة من المملكة المتحدة.

### نوفمبر
- 1 نوفمبر – جيمس وارد-براوس لاعب كرة قدم إنجليزي.
- 9 نوفمبر – منيك
- 19 نوفمبر – جاك دن لاعب كرة قدم إنجليزي.

### ديسمبر
- 28 ديسمبر – آدم بيتي سباح من المملكة المتحدة.

## وفيات

### يناير
- 1 يناير – جورج كوبر (مواليد 1932) لاعب كرة قدم بريطاني.
- 1 يناير – فرد وليامز (مواليد 1918) لاعب كرة قدم بريطاني.
- 5 يناير – ديفيد بيتس (مواليد 1916) فيزيائي من المملكة المتحدة.
- 20 يناير – مات بسبي (مواليد 1909) لاعب ومدرب كرة قدم اسكتلندي.

### فبراير
- 3 فبراير – فريدريك كوبلستون (مواليد 1907)
- 19 فبراير – ديريك جرمان (مواليد 1942)

### مارس
- 1 مارس – بريجيد بالفور (مواليد 1914) عالمة مناعة من المملكة المتحدة.

### مايو
- 12 مايو – جون سميث (مواليد 1938) زعيم حزب العمال من اسكتلندا.

### يونيو
- 22 يونيو – جاك ديفيز (مواليد 1913) كاتب سيناريو بريطاني.

### يوليو
- 26 يوليو – تيري سكوت (مواليد 1927)

### أغسطس
- 11 أغسطس – بيتر كوشنغ (مواليد 1913) ممثل إنجليزي.
- 18 أغسطس – ريتشارد سينج (مواليد 1914)

### سبتمبر
- 3 سبتمبر – بيلي رايت (مواليد 1924) لاعب كرة قدم إنجليزي.
- 11 سبتمبر – جيسيكا تاندي (مواليد 1909)

### أكتوبر
- 7 أكتوبر – نيلس يرني (مواليد 1911)
- 22 أكتوبر – هارولد هوبكنز (مواليد 1918) فيزيائي بريطاني.

### نوفمبر
- 9 نوفمبر – جيم براون (مواليد 1908)
- 11 نوفمبر – إليزابيث ماكونشي (مواليد 1907) ملحنة من المملكة المتحدة.
- 16 نوفمبر – دوريس سبيد (مواليد 1899) ممثلة من المملكة المتحدة.

### ديسمبر
- 23 ديسمبر – سيباستيان شو (مواليد 1905)
- 24 ديسمبر – جون أوسبورن (مواليد 1929)